# Nintendo Switch
O Nintendo Switch (ニンテンドースイッチ, Nintendō Suitchi) é um console de videogame híbrido de oitava geração desenvolvido pela Nintendo. Revelado em 2016 e lançado oficialmente em 3 de março de 2017, o console sucedeu o Wii U e competiu diretamente com o Xbox One, da Microsoft, e o PlayStation 4, da Sony. Com o tempo, também passou a competir com os consoles de nona geração, como o Xbox Series X/S e o PlayStation 5. Na ocasião de seu lançamento, as principais concorrentes parabenizaram a Nintendo publicamente nas redes sociais. No Brasil, o Switch chegou oficialmente em setembro de 2020.
Projetado como um console híbrido, o Switch funciona tanto como portátil (tablet) quanto como console de mesa, com o auxílio de uma base (dock). Ele acompanha dois controles destacáveis, chamados Joy-Con, que podem ser usados individualmente ou acoplados ao console. Os jogos oferecem suporte para multijogador local e online, e estão disponíveis tanto em cartuchos físicos quanto por distribuição digital via Nintendo eShop. O sistema não possui bloqueio de região.
A Nintendo lançou variações do modelo original: o Nintendo Switch Lite, versão exclusivamente portátil, em 20 de setembro de 2019; e o Nintendo Switch OLED, com melhorias na tela OLED e som, em 8 de outubro de 2021. Embora tenha um design portátil, a desenvolvedora sempre reforçou que o Switch é, antes de tudo, um console de mesa, não sendo o sucessor direto do Nintendo 3DS. Com o tempo, o Switch substituiu completamente o Wii U, inclusive recebendo jogos originalmente planejados para ele, como Mario Kart 8 Deluxe e The Legend of Zelda: Breath of the Wild.
O console teve um lançamento extremamente bem-sucedido, com cerca de 3 milhões de unidades vendidas no primeiro mês, superando as expectativas da própria Nintendo. Em um ano, já havia ultrapassado as vendas totais do Wii U, com mais de 14 milhões de unidades comercializadas. Em 2018, tornou-se o console doméstico ou híbrido de venda mais rápida no Japão e nos Estados Unidos. Até março de 2025, somando todas as versões, o Nintendo Switch já havia vendido cerca de 152 milhões de unidades globalmente, tornando-se o console doméstico mais vendido da história da Nintendo e o terceiro console de jogos mais vendido de todos os tempos, atrás apenas do PlayStation 2 e do Nintendo DS.
Grande parte do sucesso do Switch está atrelada à sua biblioteca de títulos exclusivos, entre os quais se destacam The Legend of Zelda: Breath of the Wild, Tears of the Kingdom, Mario Kart 8 Deluxe, Super Mario Odyssey, Super Mario Party, Super Smash Bros. Ultimate, Animal Crossing: New Horizons, Pokémon Sword e Shield  e Pokémon Scarlet e Violet — todos com mais de 20 milhões de unidades vendidas cada.
Seu sucessor, o Nintendo Switch 2, foi lançado em 5 de junho de 2025 e é compatível com a maioria dos jogos da geração anterior.

## História
O Nintendo Switch, anteriormente conhecido pelo codinome Nintendo NX, foi citado pela primeira vez em uma conferência com a provedora japonesa de jogos para smartphones DeNA em 17 de março de 2015. Durante a coletiva da aliança empresarial envolvendo as duas companhias, o falecido presidente e CEO da Nintendo Satoru Iwata anunciou que "uma plataforma dedicada a jogos com um novo conceito está sendo criada sob o codinome de desenvolvimento 'NX'". A nova plataforma está integrada com o futuro serviço de fidelidade fornecido pela Nintendo em parceria com a DeNA, juntamente com outras plataformas de jogos, incluindo o Nintendo 3DS, Wii U, dispositivos móveis e PCs. Iwata, ainda na conferência, afirmou esperar "trazer mais novidades para a nova plataforma 'NX' até 2016".
Em abril de 2016 em um encontro com investidores, a Nintendo anunciou que o NX não estaria na E3 2016 e que o novo Zelda, anteriormente exclusivo para o Wii U, também seria lançado para o console. O atual presidente da Nintendo diz que prefere lançar o console em Março de 2017 para que assim haja mais tempo para as produtoras terminarem seus jogos e não cometer os mesmos erros cometidos no Wii U.

### Lançamento
O nintendo Switch foi revelado, por meio de um trailer, em 20 de outubro de 2016, confirmando os rumores de que seria um console híbrido e demonstrando a funcionalidade do dock e dos Joy-Con, sendo essa a acoplagem dos controles no console e do console no dock. No dia 13 de Janeiro de 2017, a Nintendo transmitiu ao vivo, mundialmente, a apresentação oficial deste console, onde foram apresentadas as novas funcionalidades, um aprofundamento no que tinha sido mostrado no trailer, incluindo os jogos que serão lançados, e mais informações sobre data de lançamento, preço e apoio de terceiros (third parties).
Em Janeiro de 2017, Tatsumi Kimishima, o atual presidente da Nintendo, afirmou que o Switch e o 3DS poderiam coexistir, e que se for necessário, um sucessor para o 3DS seria criado. Seu lançamento aconteceu dia 3 de março de 2017, com o preço sugerido de US$ 299, com 2 milhões de unidades disponíveis mundialmente, com a empresa justificando que é uma quantidade ideal devido ao seu lançamento ocorrer fora do período de férias. Apesar disso, devido à alta procura registrada, a empresa tem tido dificuldades em manter a disponibilidade do console nas lojas. Lançado no meio da oitava geração de consoles, o Switch compete com o Xbox One da Microsoft e o PlayStation 4 da Sony e, também com os consoles da nona geração, o Xbox Series X/S da Microsoft e PlayStation 5 da Sony.
Até o fim de março de 2017, a Nintendo vendeu 2,7 milhões de consoles, superando suas próprias expectativas e prometendo aumentar as unidades do Nintendo Switch mundialmente. O console é o sistema de jogo que vendeu mais rápido na história da Nintendo e Estados Unidos, e nos Estados Unidos foi o sistema de jogo mais vendido no período (Janeiro). Foram vendidas 1,5 milhões de consoles na primeira semana, 10 milhões nos primeiros 9 meses, e 14,86 milhões até 31 de dezembro de 2017 a nível global, ultrapassando as vendas totais do Wii U em menos de um ano.
No Brasil, este console híbrido foi lançado em 18 de setembro de 2020.

## Hardware

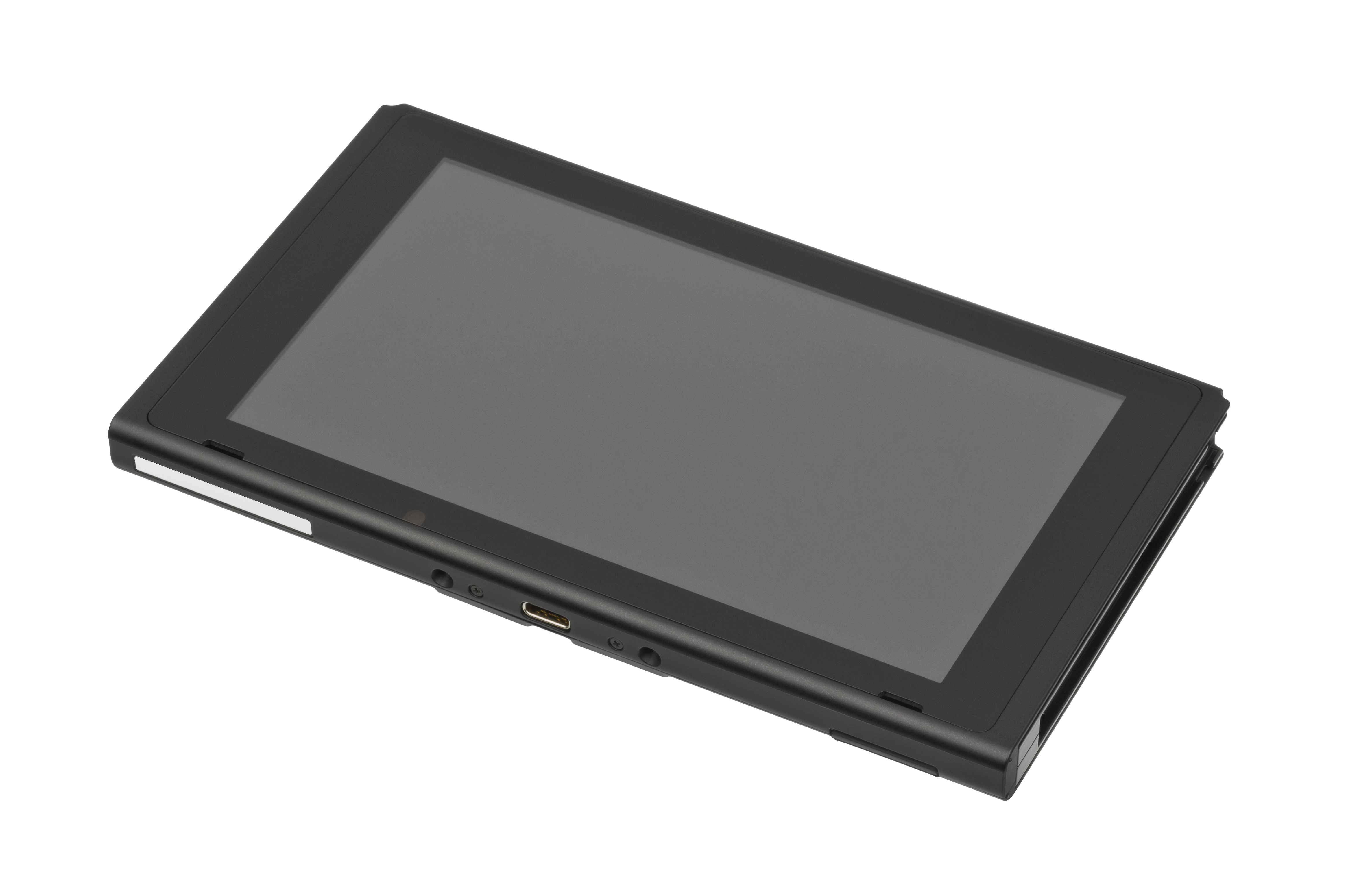
O console

O Switch é um console de videogame híbrido cujo sistema principal é formado pelo: tablet "Switch Console"; o módulo "Switch Dock", que assim pode ser transformado em console de mesa; dois controles sem fio que podem ser usados individualmente ou acoplados na base semelhante a um gamepad ou na unidade principal, chamados pela Nintendo de "Joy-Con" (direito e esquerdo); elásticos chamados de "Joy-Con Strap"; suporte gamepad chamado de "Joy-Con Grip"; cabo de energia, e; o cabo HDMI.

### Console
A unidade principal do Nintendo Switch é o console, um equipamento semelhante a um tablet com tela LCD de 6,2 polegadas (16 cm) que suporta até 10 pontos multitoque, tem resolução 720p (1280 x 720 pixels), com bateria embutida, entrada para cartão de jogos, fone de ouvido de 3,5 mm, porta USB-C para carregamento fora do dock e um stand retrátil, para apoiar o console em uma superfície enquanto não está no dock.

### Dock

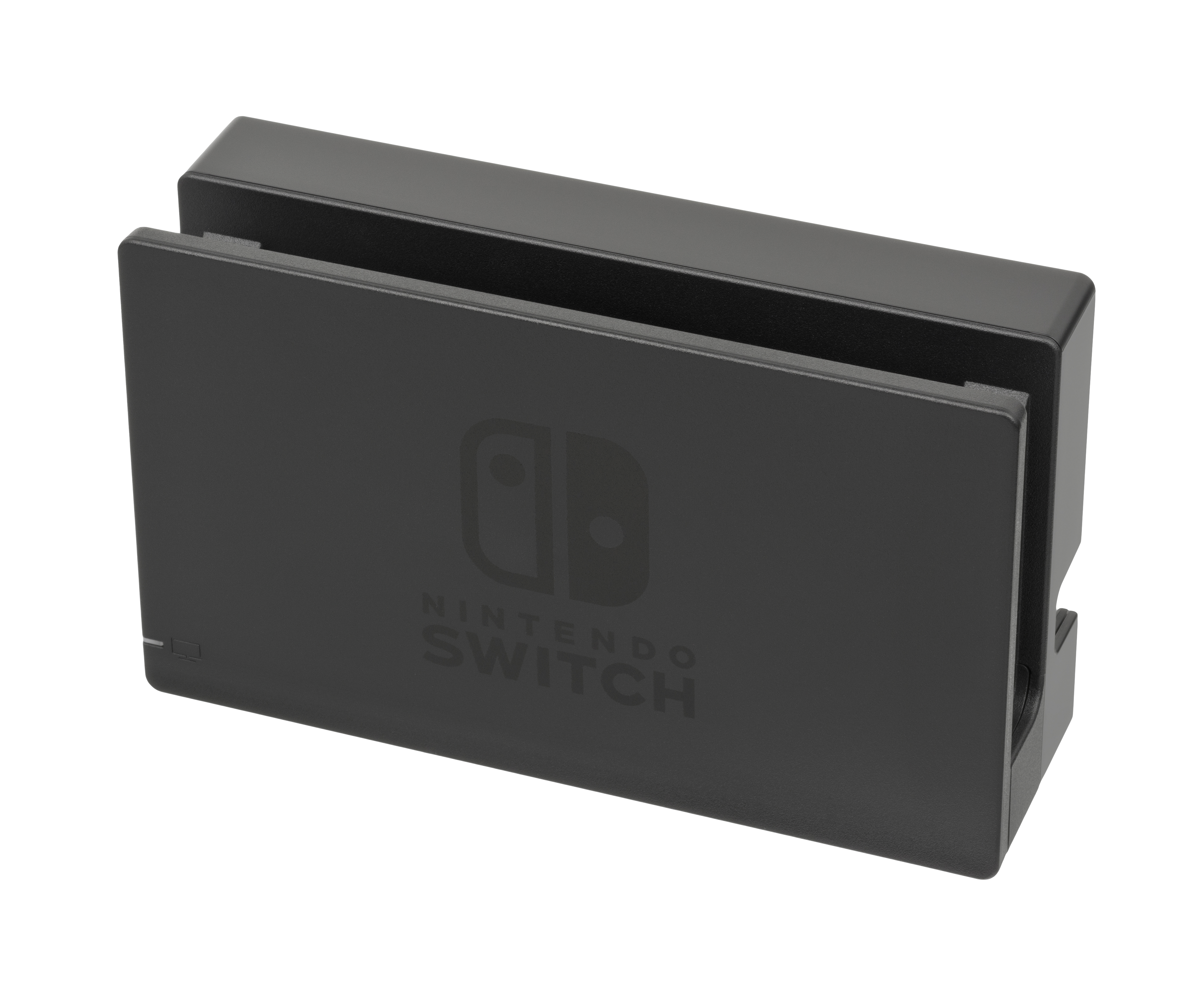
O dock

O console pode ser colocado no dock, com ou sem os Joy-Cons. O equipamento tem uma entrada USB-C que conecta o console e o carrega, e uma entrada para cabo HDMI que pode suportar até a resolução full HD 1080p (1920 x 1080 pixels). Com o Switch conectado ao dock em seu modo como console de mesa, o seu clock(frequência do processador) que normalmente é limitado para evitar o consumo exagerado de bateria ou super aquecimento aumenta, mostrando o real potencial do console.
O Dock também adiciona algumas funções ao Switch, como a possibilidade de utilizar o Pro-Controller via conexão com fio, carregar os controles enquanto joga com o cabo USB conectado a ele (no caso dos Joy-Cons é necessário o acessório Charging Grip) e dar a possibilidade de se conectar via LAN (com o uso de um adaptador USB similar ao do Wii LAN Adapter e Wii U LAN Adapter), assim dando ao Switch a possibilidade de se conectar a uma rede banda larga. Alguns jogos como Splatoon 2 podem ser jogados localmente sem a necessidade de uma conexão com a internet, através de uma Rede LAN com vários Switch conectados a ela, semelhante ao que acontecia em Mario Kart: Double Dash!!, mas conectando múltiplos Gamecubes.
Alguns jogos como Minecraft e Dragon Quest Heroes 1 & 2 possuem uma melhora considerável quando jogados com o Switch conectado em seu Dock, possuindo um draw distance melhor, mostrando mais detalhes do cenário ao mesmo tempo e conseguindo atingir uma taxa de frames por segundo muito melhor (como é o caso do Dragon Quest em que foi bastante criticado por ter um baixo desempenho no modo portátil), isso deve pelo fato de quê o Switch só libera todo seu potencial enquanto está conectado ao dock e no seu modo portátil ele reduz o seu clock para evitar super aquecimento e desgaste exagerado da bateria.

### Joy-Con

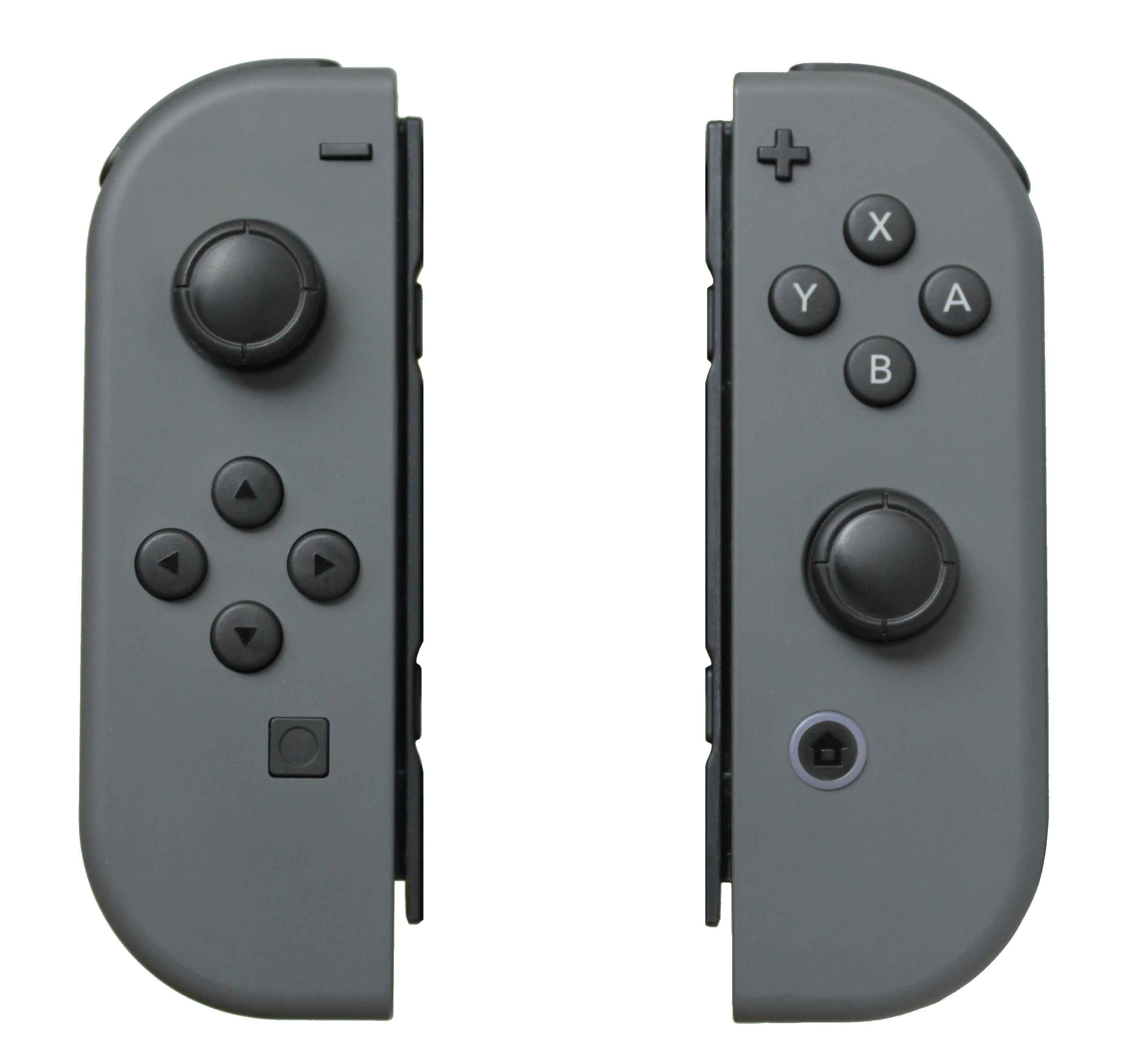
Joy-Con L e Joy-Con R.

O Nintendo Switch vem com dois controladores chamados Joy-Con, mais especificamente Joy-Con L e Joy-Con R. O Joy-Con pode ser usado de quatro maneiras diferentes:
- Por um jogador, com os dois acoplados ao console
- Por um jogador, removido e utilizado separadamente em cada mão (semelhante ao Wii Remote e ao Nunchuk)
- Por um jogador, acoplado ao Joy-Con Grip para ser usado semelhante a um gamepad
- Por dois jogadores, removido e usado individualmente

### Especificações técnicas
O Switch utiliza um processador integrado da família Tegra, desenvolvido em parceria com a Nvidia. Não foram revelados maiores detalhes deste processador "baseado na mesma arquitetura dos avançados processadores gráficos top de linha Nvidia GeForce, comuns em computadores pessoais e possui API customizada conhecida como "MVN", desenvolvida para "trazer fluidez e jogabilidade para as massas". Takeda descreveu o chipset Nvidia como principal elemento para disponibilizar aos jogadores nível de performance similar ao desempenho de jogos em PC, para obter "alta performance com baixo consumo de energia" para o Switch. Rumores anteriores ao lançamento, não confirmados tanto pela Nintendo quanto Nvidia, especularam que o SoC (System on Chip) seria um Nvidia Tegra X1 SoC com quatro CPUs ARM Cortex-A57 e quatro CPUs ARM Cortex-A53 trabalhando junto aos 256 núcleos baseados na tecnologia CUDA Maxwell. Este foi posteriormente corroborado por análises realizadas pela Tech Insights em março de 2017. Os núcleos da CPU trabalham a 1.020 GHz, conforme revelado pela DigitalFoundry. Os cores da GPU variam de velocidade entre 768Mhz e 307,2Mhz dependendo da operação do console. Console de mesa, no dock ou modo portátil, respectivamente. Os núcleos da GPU podem operar a até 921Mhz e 420Mhz, respectivamente. Posteriormente, após desmontagem realizada pelo site iFixit do produto final, foi confirmado que o console possui 4GB de RAM LPDDR4.
Oferece conexão de rede sem fio de banda dupla 802.11ac, compatível com as especificações 802.11/a/b/g/n/ac. Até oito consoles podem conectar entre si através de uma rede do tipo ad hoc (sem roteador) para jogos em rede local multiplicador. No caso de pelo menos um jogo, Splatoon2, dez consoles podem se conectar pela rede ad-hoc. Porém, apenas 8 consoles jogam entre si enquanto dois atuam apenas como espectadores. O Switch possui conectividade Bluetooth 4.1 para comunicação sem fio entre o console e seus controles. Para o modo console de mesa, instalado no dock, o console também é compatível com um adaptador de rede LAN USB, viabilizando conexão de rede cabeada para o console. O adaptador de rede Wii LAN também é compatível com o Nintendo Switch através das portas USB disponíveis no Dock.
O Switch é alimentado por uma bateria de lítio não removível de 4310mAh, operando a 3.7 V. A autonomia é estimada entre 2.5 horas a 6.5 horas, dependendo do software em execução. Nintendo traz como referência o jogo The Legend of Zelda: Breath of the Wild, suportando a até 3 horas de autonomia das baterias. A bateria pode ser carregada tanto pelo Dock quanto via porta USB-C contida no console. O tempo estimado de recarga enquanto o console está em modo standby é de algo em torno de 3 horas. A Nintendo oferece em sua rede de assistência técnica, meios para substituição de baterias. Cada Joy-Con tem sua própria bateria não removível de Ion de lítio e 525mAh operando a 3,7V. A autonomia estimada de 24 horas. Estas baterias são automaticamente carregadas se conectadas ao console quando o mesmo está carregando. Acessórios adicionais possuem outros meios de carregar os Joy-Con. O Joy-Con grip, fornecido junto ao console não oferece opções de carregamento ao mesmo. Uma versão premium do Joy-Con Grip, vendida separadamente, possui o conector USB-C que pode ser utilizado para carregar as baterias do Joy-Con.
O Switch possui armazenamento interno de 32GB, onde 25GB é acessível ao usuário. Este pode ser expandido a até 2TB utilizando cartões microSD, microSDHC ou microSDXC. A entrada de cartões microSD encontra-se embaixo do apoio de mesa do Switch. Se utilizado cartão microSD, o console apenas armazenará as informações de progresso de jogo na memória interna. Não existe forma de copiar os saves da memória interna para o cartão SD e compartilhar com outro console, mas foi adicionada a funcionalidade de transferir o perfil do Nintendo Switch entre consoles a partir da versão 4.0.0 do sistema, disponibilizado em Outubro de 2017. O suporte a cartões microSD e microSDHC foram fornecidos no lançamento do console e o suporte ao microSDXC foi disponibilizado posteriormente por uma atualização de sistema. O Switch não oferece suporte a armazenamento externo, mas a Nintendo já sinalizou o interesse de viabiliza-lo no futuro.
O console possui um conector de fone de ouvido de 3.5mm. Não suporta dispositivos de som Bluetooth. O update de sistema disponibilizado em Outubro de 2017 habilitou o suporte a fones de ouvido sem fio USB quando este conectado a porta USB do dock e o console operando em modo console de mesa.

## Especificações técnicas
| | NVidia Custom Tegra processor | Tegra X1 SoC (ARM) |
| Frequência de clock: 1.020Mhz                                                                      | Lisura:                       |                    |
| Barramento:                                                                                        |                               |                    |
| Cores: 4 ARM Cortex-A57, 4 ARM Cortex-A53 Informações não confirmadas pela Nvidia ou pela Nintendo |                               |                    |

|                                                          | Nvidia Custom Tegra processor | Maxwell baseado em CUDA |
| Frequência de clock: 768Mhz (Dock), 307.2 MHz (portátil) | Lisura:                       |                         |
| 256 núcleos                                              |                               |                         |

| Nvidia Custom Tegra processor |
| Canais de áudio: até cinco canais PCM Linear                                                                                        |
| * Conector 3.5mm para fones de ouvido - Suporte a fontes de ouvido sem fio USB, quando no Dock a partir da versão 4.0.0 do sistema. |

|                            | Nintendo Switch game card |
| Capacidade normal: 1–32 GB |                           |

| Peso: 297 - 389 g | \| 239 / 173 mm \| 102 / 104 mm \| 28.4 / 54 mm \| \| largura \| altura \| profundidade \| |              |
| 239 / 173 mm      | 102 / 104 mm                                                                               | 28.4 / 54 mm |
| largura           | altura                                                                                     | profundidade |

| 239 / 173 mm | 102 / 104 mm | 28.4 / 54 mm |
| largura      | altura       | profundidade |

## Outros modelos

### Nintendo Switch Lite

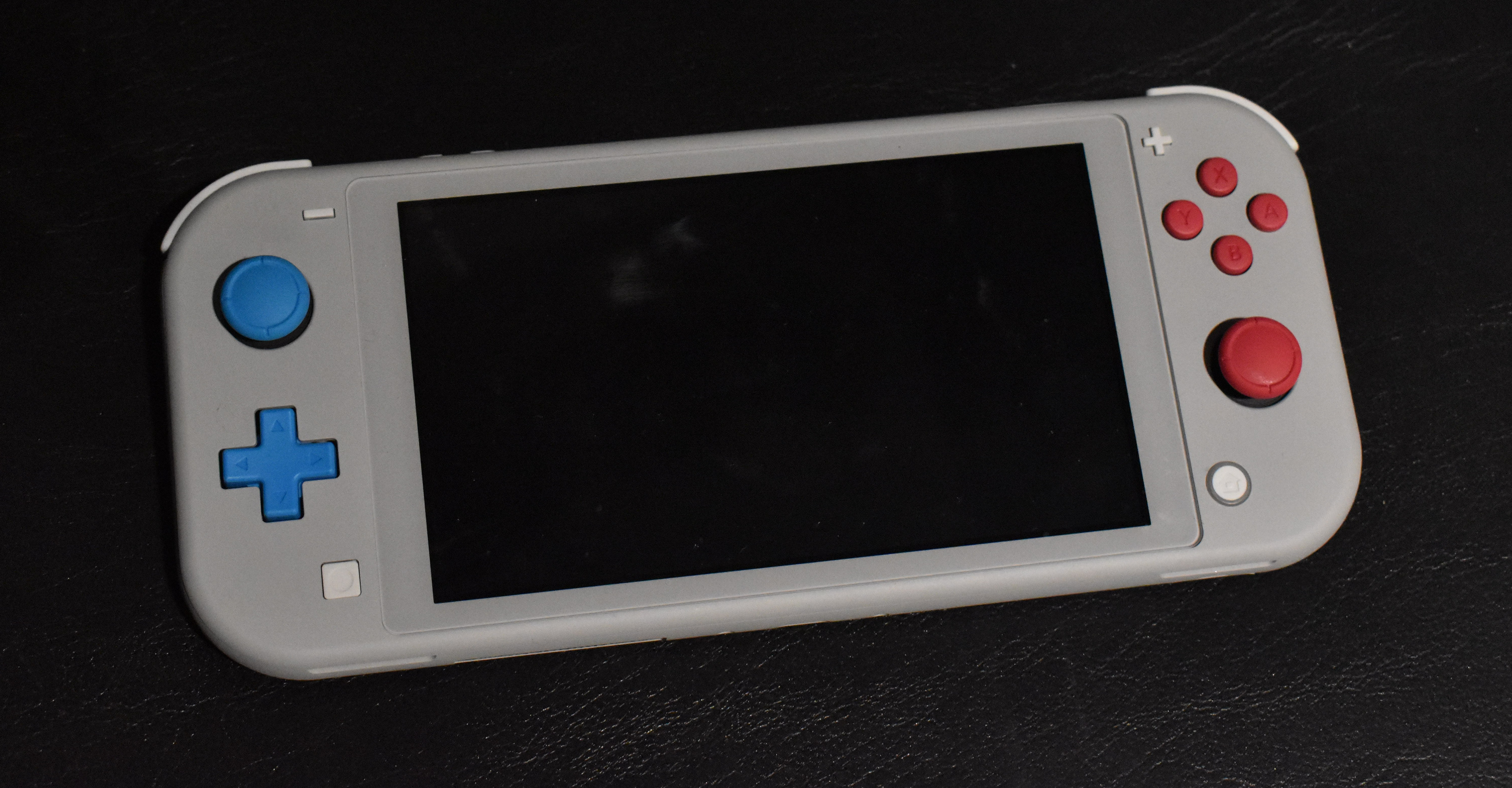
O Nintendo Switch Lite

Em 10 de julho de 2019, a Nintendo anunciou uma nova versão de seu console, o Switch Lite. Esta é uma versão mais compacta do que a original, e é focada apenas no uso portátil do Switch (por exemplo, não é possível utilizar o dock do console original nesta versão). Os Joy-Cons são integrados ao console por causa disso, os jogos só que podem ser jogados no modo portátil, limitando assim o uso de alguns outros jogos como 1-2-Switch que exigem que os Joy-Cons estejam separados para ser jogado.
O console tem uma tela de 5,5 polegadas, tamanho de 20,8 cm por 9,1 cm, peso reduzido de 280 gramas, cruz direcional no lugar dos botões e uma bateria de 3570 mAh. Foi lançado em 20 de setembro de 2019 na América do Norte, com preço inicial de US$199.99, US$100 mais barato que o original, e conta com três opções de cores: amarelo, cinza e turquesa, além de uma edição especial de Pokémon Sword e Shield. O console foi lançado oficialmente no Brasil no dia 1º de outubro de 2021.

### Modelo OLED

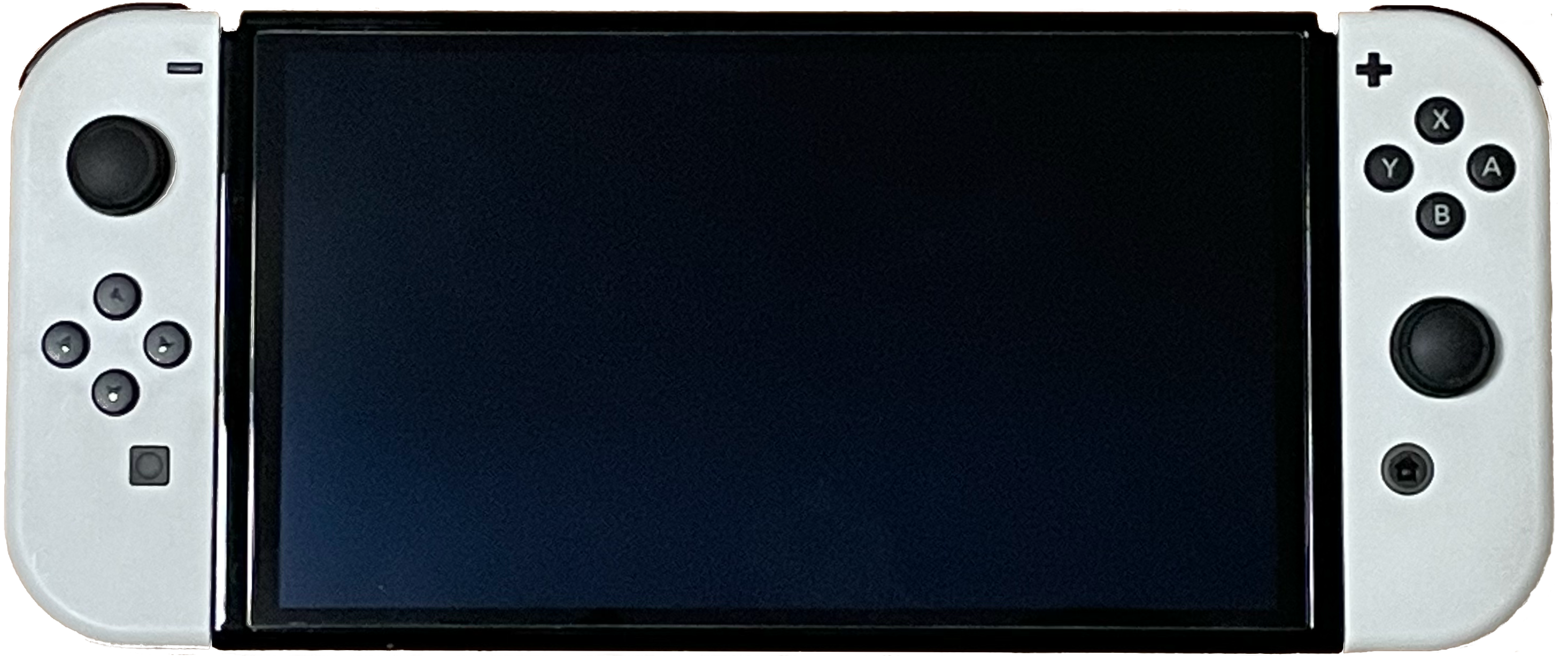
O Nintendo Switch modelo OLED possui um display com tecnologia OLED de 7 polegadas, estande redesenhado e é vendido na cor branco

A Nintendo anunciou oficialmente um novo modelo, chamado modelo OLED, em 6 de julho de 2021. Essa unidade possui uma tela OLED de 7 polegadas com resolução HD, no modo portátil, e Full HD no modo TV. Além disso, conta com 64 GB de armazenamento interno, funções de áudio aprimoradas e um suporte ajustável mais amplo para uso no modo semi-portátil. A unidade será enviada com uma nova dock que inclui um porta LAN com fio. Possui especificações técnicas semelhantes ao modelo base do Switch e é compatível com todos os jogos do Switch e acessórios existentes. A unidade será enviada em dois pacotes: um que inclui uma dock preta e Joy-Cons vermelho e azul (semelhante as cores padrão do modelo base) e uma dock branca com Joy-Cons brancos. O lançamento ocorreu no dia 8 de outubro de 2021 na América do Norte, Europa e Japão, mesmo dia do jogo Metroid Dread. No Brasil, o modelo foi lançado em 26 de setembro de 2022.

### Nintendo Switch Online
O Nintendo Switch Online é um serviço de assinatura que permite partidas na internet com outros jogadores e o salvamento do progresso na nuvem, que pode sincronizar entre vários aparelhos (com exceção de Pokémon Sword & Shield e Pokémon Let’s Go). O serviço também ibera o catálogo de jogos dos concoles nintendo e super nintendo para uso no switch.
O Switch Online possui um aplicativo disponível para os sistemas Android e iOS.

### Nintendo Switch Pro
No início de 2019, relatórios dos jornais The Wall Street Journal e The Nikkei afirmaram que a Nintendo planejava lançar dois novos modelos do Nintendo Switch. Um seria uma versão levemente revisada, que mais tarde foi revelada como sendo o Nintendo Switch Lite; a outra seria mais poderosa e supostamente lançaria no ano de 2020. A partir disso, muitos rumores de variadas fontes começaram a aparecer. Dentre as especulações, os principais apontamentos eram: algo mais focado como console de mesa, suporte a resolução 4K, tela OLED e um chipset da Nvidia.
Como nada foi anunciado pela Nintendo em 2020, as especulações seguiram para os anos posteriores até que, em 2022, a empresa lançou a versão OLED do console em seu tradicional evento online, a Nintendo Direct. Junto a esse fato, novos rumores mostraram que o suposto modelo "Pro" havia sido cancelado e que a Nintendo agora estaria direcionando suas forças para a sua próxima geração.

### Nintendo Switch 2
Em 2023, surgiram rumores da existência de um novo console da Nintendo, que sucederia o Nintendo Switch. Desenvolvedores parceiros da Nintendo relataram que receberam kits de desenvolvimento para este novo sistema. Durante uma reunião com acionistas, Shuntaro Furukawa, presidente da Nintendo, revelou que o sucessor continuaria utilizando a Conta Nintendo mas evitou afirmar quaisquer detalhes sobre um novo console. A Microsoft revelou informações a existência de um novo hardware da Nintendo. A empresa informou que lançaria versões de Call of Duty para esta próxima versão do aparelho. Segundo o CEO da Activision Blizzard, o novo modelo terá capacidade gráfica semelhante aos consoles da oitava geração (PlayStation 4 e Xbox.One). Em agosto de 2023, a Nintendo supostamente revelou o "Switch 2" em uma reunião fechada no evento Gamescom 2023, reproduzindo uma versão aprimorada do jogo The Legend of Zelda: Breath of the Wild.
No dia 7 de maio de 2024, o presidente da Nintendo, Shuntaro Furukawa, afirmou oficialmente que o sucessor do Switch será anunciado durante o ano fiscal de 2025 da empresa, que termina em 31 de março de 2025. Em 5 de novembro de 2024, Furukawa confirmou que o console sucessor será compatível com os jogos do Switch e com o serviço Nintendo Switch Online. Entre dezembro de 2024 e a primeira quinzena de 2025 começaram a sugir rumores sobre possiveis datas de anúncio do novo console, com provável nome de Nintendo Switch 2. Imagens dos novos joy-cons, funcionalidades e outras coisas também foram vazadas, ao mesmo tempo em que diversas empresas de acessórios começaram a divulgar capas e grips para o Nintendo Switch 2.
Em 16 de janeiro de 2025, o Nintendo Switch 2 foi revelado oficialmente através dos canais oficiais da Nintendo, apresentando seu novo design e os controladores magnéticos Joy-Con, bem como uma prévia de um próximo jogo Mario Kart.

## Jogos

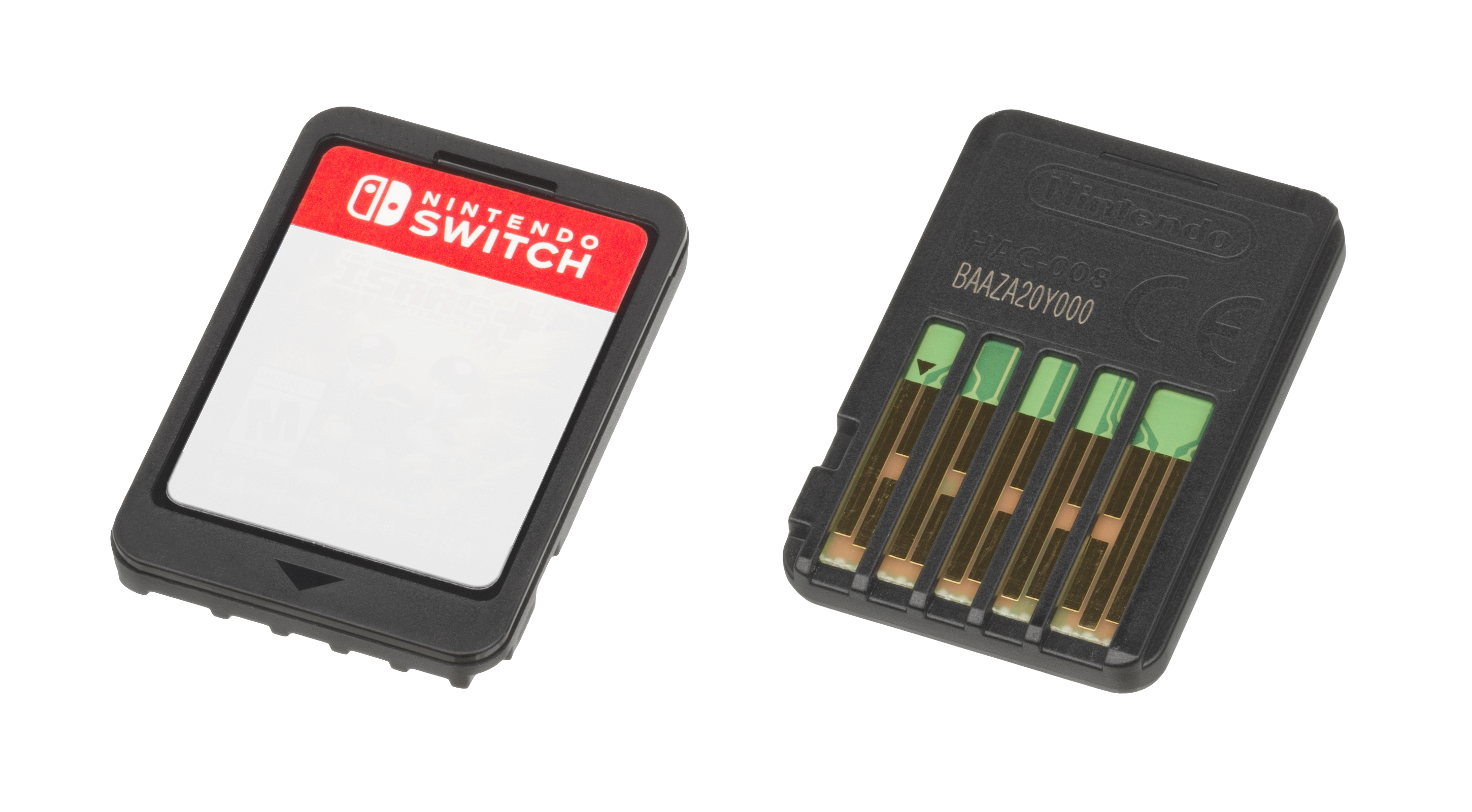
Cartucho do Nintendo Switch

Os jogos de Nintendo Switch podem ser obtidos em edições físicas, através de loja de varejo ou digitalmente através da Nintendo eShop. Os jogos distribuídos por lojas são armazenados em cartuchos proprietários, com o design similar aos cartuchos utilizados no Nintendo 3DS porém menores e mais finos. Devido ao seu pequeno tamanho, a Nintendo reveste cada cartucho com benzoato de denatônio, uma substância amarga não-tóxica que evita de crianças venham a ingeri-los. A Nintendo ofereceu um preço sugerido para os jogos de Switch de R$300 (U$60), algo equivalente ao preço dos jogos dos outros consoles. A Nintendo permite que os desenvolvedores emitam o preço que quiser, exigindo apenas que o preço listado seja o mesmo para lançamentos físicos e digitais, caso a desenvolvedora planeje isso. Isso fez com que alguns jogos e relançamentos de terceiros fossem mais caros no Nintendo Switch devido aos custos de fabricação do cartucho usado no sistema. Alguns veículos de comunicação internacionais definiram esses aumentos de preços como "imposto do Switch". O "imposto do Switch" também se aplica a títulos que haviam sido lançados anteriormente em outras plataformas e que posteriomente foram portadas para o Switch, no qual o preço do jogo reflete ao preço original do jogo quando foi lançado pela primeira vez, em vez de seu preço atual. Estima-se que o custo dos jogos do Nintendo Switch seja em média 10% mais caros que os outros formatos.
Os cartuchos do Nintendo Switch possuem até 32GB de armazenamento. A Nintendo planejou introduzir cartuchos de jogos de 64 GB no segundo semestre de 2018, mas a ideia não se concretizou. Alguns jogos físicos ainda podem exigir que o conteúdo seja instalado no armazenamento interno do sistema, com alguns jogos usando uma parte significativa da memória interna caso um cartão microSD não estiver disponível. Outros jogos físicos que tenham uma grande quantidade de conteúdo podem exigir que um cartão microSD esteja presente no Switch, como NBA 2K18; esses jogos são possuem indicativos na capa para mostrar esses requisitos.
O Switch suporta a capacidade de jogos em nuvem para executar jogos que requerem mais recursos de hardware do que o Switch permite. Os jogos são executados em uma rede e os cálculos do jogo são realizados no hardware de um servidor. Esses jogos podem estar vinculados a regiões específicas devido às opções de compra. Exemplos iniciais de tais jogos no Switch incluem Resident Evil 7: Biohazard, Phantasy Star Online 2 e Assassin's Creed Odyssey, que foram limitados aos lançamentos japoneses, mais recentemente Control e Hitman 3 foram lançados em todo o mundo em 2020 e em anos posteriores.
O Switch não usa discos ópticos e não possui retrocompatibilidade com o Wii U ou o Nintendo 3DS.
Durante a apresentação inicial, a Nintendo anunciou alguns dos parceiros que se comprometeram a apoiar o novo console; a empresa listou as 48 editoras e estúdios Third-Party. Entre esses parceiros, a Nintendo listou grandes editoras como a Activision, Bandai Namco, Capcom, Electronic Arts, Konami, Sega, Square Enix, Take Two Interactive, Ubisoft e Warner Bros. Interactive Entertainment, bem como 505 Games, Arc System Works, Atlus, Bethesda Softworks, Codemasters, FromSoftware, Frozenbyte, Koei Tecmo, Level-5, PlatinumGames, Spike Chunsoft, Telltale Games e THQ Nordic, entre outros. Ambos Unity Technologies e Epic Games também prometeram apoio para ajudar os desenvolvedores a trazer jogos usando seus respectivos motores de jogo Unity e Unreal Engine 4 para o Switch. The Legend of Zelda: Breath of the Wild, originalmente anunciado como um exclusivo do Wii U, também foi lançado para o Switch. Durante a apresentação do console, foram exibidas cenas de potenciais novos títulos de Super Mario (Super Mario Odyssey), Mario Kart (Mario Kart 8 Deluxe, a versão aprimorada do Mario Kart 8), e Splatoon (Splatoon 2).
Antes da apresentação inicial do console, a Sega e a Ubisoft já tinham confirmado títulos em desenvolvimento para o Switch, incluindo Just Dance 2017 e Project Sonic 2017 (Sonic Forces). O trailer revela também imagens de um porte de NBA 2K17. Enquanto as filmagens de The Elder Scrolls V: Skyrim foram mostradas no trailer, a Bethesda, desenvolvedora do jogo, afirmou que ainda não tinha planejado levar o jogo para a Switch, mas deu o seu apoio ao novo sistema da Nintendo. Apesar disso, a versão de Skyrim para o Nintendo Switch foi posteriormente anunciada na apresentação de 13 de Janeiro de 2017 e mostrada nas conferências da Bethesda e da Nintendo, na E3 de 2017, com conteúdo exclusivo.
Embora o Switch esteja em queda de venda de ano em ano, foram vendidas no mundo 141 milhões de unidades, sendo assim o terceiro console mais vendido da história, atrás do Nintendo DS (154 milhões) e do PlayStation 2 (155 milhões). Devido esta desaceleração nas vendas, um dos principais focos da empresa é apostar em versões comemorativas, como a do jogo The Legend of Zelda: Tears of the Kingdom, como um dos ultimos lançamentos dos grandes jogos.
A Nintendo divulgou a lista de jogos mais vendidos até março de 2024:
1. Mario Kart 8 Deluxe
2. Animal Crossing: New Horizons
3. Super Smash Bros. Ultimate
4. The Legend of Zelda: Breath of the Wild
5. Super Mario Odyssey
6. Pokemon Sword e Shield
7. Pokémon Scarlet e Violet
8. Super Mario Party
9. The Legend of Zelda: Tears of the Kingdom
10. New Super Mario Bros. U Deluxe

## Segurança
No quesito segurança, este console possui a ferramenta de bloqueio chamada "Nintendo Switch Emulator Protection", que pode ser usada pelas desenvolvedoras de jogos para bloquear a emulação no computador durante o período de lançamento de um jogo. Criada pela empresa Denuvo, parceira do Nintendo Developer Portal, a ferramenta é uma estratégia que busca o aumento de faturamento durante o lançamento, já que os usuários serão "obrigados" a adquirir uma cópia original.